# Kabinetsformatie Nederland 1965

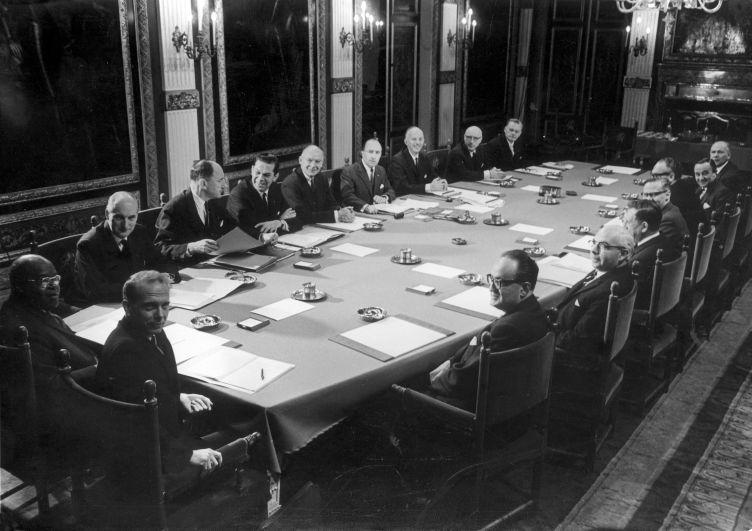
Het kabinet-Cals, hier in vergadering met de Rijksministerraad

De Nederlandse kabinetsformatie van 1965 volgde op de val van het kabinet-Marijnen, dat het niet eens had kunnen worden over het omroepbestel. De formatie duurde 31 dagen en leidde tot het optreden van het kabinet-Cals, dat regeerde van 14 april 1965 tot en met 22 november 1966.

## Achtergrond
Het kabinet-Marijnen, onder leiding van KVP'er Victor Marijnen, bestond uit de KVP, de VVD, de ARP en de CHU. Het kabinet kwam op 26 februari 1965 ten val nadat de partijen het niet eens hadden kunnen worden over het toekomstig omroepbestel. CHU en VVD wensten mogelijkheden te introduceren voor vormen van commerciële televisie. Dit stuitte op verzet van de KVP en de ARP, daarin gesteund door oppositiepartij PvdA, die daarmee de aan hen geestverwante omroepen van respectievelijk KRO, NCRV en VARA zochten te ondersteunen. Toen de verschillen onoverbrugbaar bleken, diende Marijnen op 27 februari het ontslag van zijn kabinet in bij koningin Juliana.

## Informateur Schmelzer
Omdat al snel na de val van het kabinet bleek dat de confessionelen geen nieuwe verkiezingen wilden waarbij alsdan de omroepkwestie inzet zou worden, werd op 2 maart KVP-fractievoorzitter in de Tweede Kamer Norbert Schmelzer door koningin Juliana aangesteld als informateur om "een onderzoek in te stellen naar mogelijkheden om te geraken tot een spoedige oplossing van het in het kabinet-Marijnen gerezen geschilpunt", een lijmpoging dus. Schmelzer had liever gezien dat de VVD'er Harm van Riel informateur geworden was, maar de fractieleiders in de Tweede Kamer van ARP, VVD en PvdA hadden juist hem aanbevolen. Ook de invloedrijke minister van Staat Louis Beel was een voorstander van Schmelzer. Aangezien Schmelzer zichzelf niet genoeg autoriteit toedichtte voor een agressieve benadering, beperkte hij zich bij de onderhandelingen voornamelijk tot het registreren van de geschilpunten. Dat deed hij niet binnen het kabinet, maar uitsluitend met de fractievoorzitters van de coalitiepartijen, die op hun beurt hun opvattingen publiekelijk ventileerden, wat een oplossing bepaald niet dichterbij bracht. In een gesprek met VVD-fractievoorzitter Molly Geertsema bracht deze tien punten naar voren. Zonder dat met hem te bespreken, legde Schmelzer ze als vragen voor aan de fractievoorzitters van de KVP en ARP, die ze meteen opvatten als 'VVD-eisen', wat de kans op verdere samenwerking nog kleiner maakte. Uiteindelijk besloot Schmelzer tot een bijeenkomst met alle drie fractieleiders, die zou uitlopen tot een marathonzitting van zeven uur. Het nachtelijk overleg mislukte. Breekijzers werden de toelatingseisen voor nieuwe zendgemachtigden en de zendtijdverdeling. In zijn eindrapport gaf Schmelzer aan een herstel van het confessioneel-liberale kabinet onmogelijk te achten.

## Formateur Cals

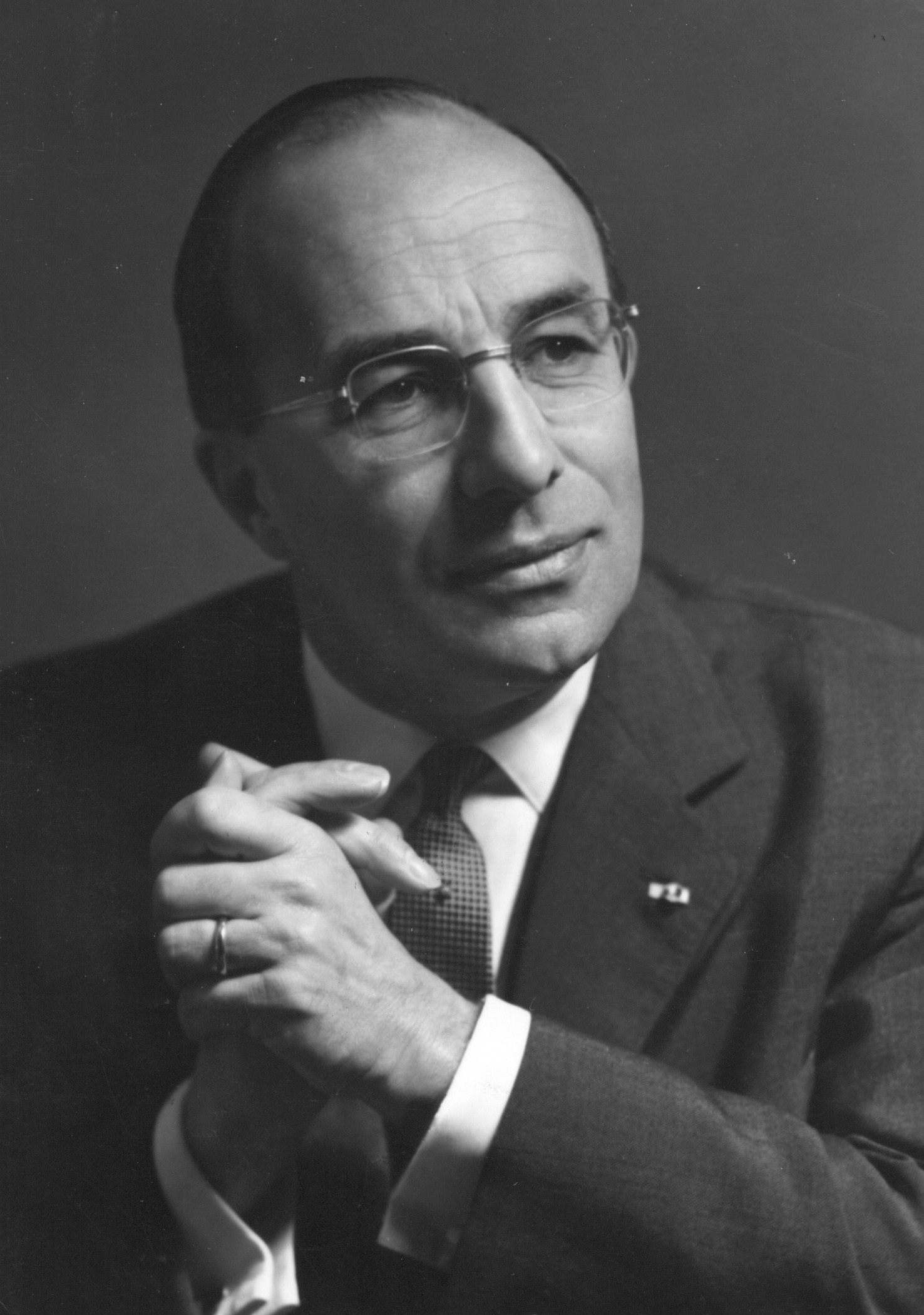
Jo Cals

De belangrijkste fractievoorzitters droegen Schmelzer vervolgens voor als formateur van een kabinet KVP-ARP-PvdA, eventueel aangevuld met de CHU. Schmelzer zelf wilde voormalig KVP-onderwijsminister Jo Cals als formateur. Op 15 maart werd Cals als formateur aangesteld. Zijn opdracht was "een kabinet te vormen dat zal mogen rekenen op een vruchtbare samenwerking met de volksvertegenwoordiging". Een voortzetting van het kabinet-Marijnen werd daardoor opengehouden. Zelf was Cals een voorstander van het aanhouden van Marijnen als minister-president. Cals begon zijn formateurschap met het geven van een persconferentie, iets dat geen enkele (in)formateur voor hem gedaan had. Vervolgens stelde hij een memorandum op, waarin hij meedeelde dat langer wachten op een oplossing over het omroepbestel onverantwoord was en "dat in de huidige omstandigheden verre de voorkeur moet worden gegeven aan een kabinet waarin KVP, PvdA, ARP en CHU op basis van een voor hen allen aanvaardbaard programma samenwerken". De PvdA eiste dat Marijnen niet terug mocht keren als minister-president. 
De CHU viel al snel af als coalitiepartner. Op 25 maart kwamen de overgebleven partijen tot overeenstemming over het te voeren omroepbeleid, waarbij de commerciëlen werden geweerd. Ook op andere terreinen slaagde Cals erin de partijen bijeen te brengen, hetgeen leidde tot een regeerprogram dat aanzienlijk progressiever was dan dat van het vorige kabinet. Afgesproken werd onder meer dat het kabinet extra zou gaan investeren in onderwijs, infrastructuur, recreatie en economisch structuurbeleid. Ook werd er overeenstemming bereikt "dat voor waarlijk essentiële zaken" afgeweken mocht worden van de Zijlstra-norm, die inhield dat de rijksuitgaven niet boven de groei van het nationaal inkomen mochten uitstijgen. Dit zou later leiden tot onoverbrugbare meningsverschillen tussen een deel van de Tweede Kamer en het kabinet, die uiteindelijk resulteerden in de Nacht van Schmelzer waarbij Cals door zijn geestverwanten in de Tweede Kamer ten val werd gebracht. 
Piet de Jong werd gepolst voor het premierschap, maar hij achtte zich nog niet geschikt daarvoor en gaf de voorkeur aan voortzetting van zijn ministerschap van Defensie. Cals stelde voor om voor het eerst twee vicepremiers aan te stellen. Volgens hem zou dat de eenheid van het kabinet versterken en de besluitvorming ten goede komen. Voor tussentijds verslag aan Juliana zag Cals zich gedwongen helemaal naar Oostenrijk af te reizen, aangezien de vorstin aldaar bij het skiën een scheur had opgelopen in een enkel- en kuitbeen en niet in staat was om te reizen. Juliana vertelde hem dat zij een vertrek van Marijnen als minister-president jammer zou vinden, maar drong er tevens bij Cals op aan Marijnen in dat geval op te volgen. Cals hield de boot af en gaf aan nog eens met de PvdA over Marijnen te willen praten. Ook noemde hij Barend Biesheuvel als mogelijk alternatief voor het minister-presidentschap. Voor zichzelf had Cals dan in gedachte om onder Biesheuvel een van de twee vicepremiers te worden. De PvdA bleef Marijnen echter afwijzen als premier. PvdA-fractievoorzitter Anne Vondeling gaf daarbij aan dat hij er bij de onderhandelingen steeds vanuit was gegaan dat Cals de volgende premier zou worden. Zou dat niet het geval zijn, dan stelde hij de gemaakte programma-afspraken voor een nieuw kabinet opnieuw ter discussie. De fractievoorzitters van PvdA, KVP en ARP deden vervolgens een beroep op Cals om in 's lands belang de positie van premier te aanvaarden. Cals wilde daar pas mee instemmen als een en ander eerst met Marijnen werd doorgesproken, met als resultaat dat op 2 april een verklaring werd uitgegeven waarin Marijnen aangaf af te zien van een vervolg op zijn premierschap.
Op 1 april werd bij een avondmaal in restaurant 'De La Paix' de zetelverdeling besproken. Voor de ministersposten zou de verdeling 5:5:3 worden voor respectievelijk de KVP, PvdA en ARP, met dien verstande dat de KVP de mogelijkheid openhield voor een eigen extra ministerspost. De CHU kwam vervolgens opnieuw in beeld als regeringspartner. CHU-minister Koos Andriessen van Economische zaken gaf aan zijn karwei te willen afmaken en aan te willen blijven. KVP en ARP toonden geen bezwaar, maar de PvdA was tegen, ook omdat die het ministerie van Economische zaken voor zichzelf wilde hebben. Daarmee was de CHU nog niet helemaal buiten de boot gevallen, want voor CHU-staatssecretaris Joop Haex van Defensie gold hetzelfde. Zijn partij voerde echter dusdanig zware druk op hem uit, dat hij afzag van een voortzetting van zijn functie. Enige moeilijkheden deden zich nog voor toen Vondeling het ministerschap van Buitenlandse Zaken, een post die sinds jaar en dag werd bezet door KVP'er Joseph Luns, voor zichzelf claimde. KVP en ARP waren mordicus tegen en Cals gaf Vondeling te verstaan hem daarvoor niet te vragen, maar hem wel elke andere ministerspost wilde aanbieden. Uiteindelijk ging Vondeling ermee akkoord dat Luns zou aanblijven, waarbij hij in ruil Financiën (voor hemzelf) en Economische Zaken (voor Joop den Uyl) toegewezen kreeg. Vondeling werd tevens vicepremier, net als Biesheuvel. De KVP kreeg zijn zesde ministerspost.
Op 13 april diende Cals zijn eindrapport in en de volgende dag werd zijn kabinet geïnstalleerd. Voor zijn werkzaamheden diende hij een declaratie in van 550 gulden. Nadien zou het kabinet-Zijlstra aantreden, feitelijk het derde kabinet gebaseerd op de Tweede Kamerverkiezingen van 1963.